# Kalapot fel
A Kalapot fel az Éva-Neoton 1990-es stúdióalbuma. A dalok produceri munkáit Dobó Ferenc végezte, a szövegírásban a skót Bob Heatlie segítette. CD-n az albumot nem adták ki.

## Megjelenések
| Ország       | Formátum | Sorszám    | Kiadó  | Év   |
| ------------ | -------- | ---------- | ------ | ---- |
| Magyarország | LP       | SLPM 37441 | Profil | 1990 |
| Magyarország | MC       | MK 37441   | Profil | 1990 |

- Egy kicsit szemtelen
- Casa Musica
- Útlevél
- Száll a buborék
- Kalandorok kíméljenek!
- Itt vagyunk
- Kalapot fel!
- Nessie
- Visszatér Dániel
- Ne tekints le rám, Uram!
- Fúj a szél